# 利文斯頓縣 (密西根州)
利文斯頓縣（英語：Livingston County）是美国密西根州東南部的一個縣，面積1,516平方公里。根據2020年美國人口普查統計，共有人口19萬3,866人。縣治豪厄爾。該縣成立於1836年3月24日，縣名紀念安德鲁·杰克逊總統任命的國務卿爱德华·利文斯顿（Edward Livingston）。